# Črešnjevec pri Oštrcu
Črešnjevec pri Oštrcu este o localitate din comuna Kostanjevica na Krki, Slovenia, cu o populație de 24 de locuitori.